# Zofijówka (województwo opolskie)
Zofijówka (do 1945 Sophienthal) – wieś w Polsce położona w województwie opolskim, w powiecie namysłowskim, w gminie Domaszowice.
W latach 1975–1998 miejscowość należała administracyjnie do województwa opolskiego.